# Billy Strange
Billy Strange (Long Beach, 29 september 1930 - Franklin, 22 februari 2012) was een Amerikaanse countryzanger, gitarist, songwriter en arrangeur.

## Jeugd
Billy Stranges vader had bij het plaatselijke country-station KFOX in Los Angeles een eigen programma, waarin hij met zijn ouders als cowboy-entertainers George & Billie optrad. Vanaf 1944 leerde hij gitaar spelen op een Gibson L-7. In 1946 ging hij voor de eerste keer op tournee, waar hij The Sons of the Pioneers, Roy Rogers en Tex Williams begeleidde. Van 1949 tot 1959 werkte hij als permanente muzikant mee in de tv-show KXLA Hometown Jamboree. Producent Cliffie Stone bezorgd hem in januari 1952 een platencontract bij Capitol Records.

## Carrière
Strange begon zijn carrière als sessiegitarist bij de opnamesessie van Speedy West in juni 1951 en begeleidde deze tot april 1952 bij in totaal 15 studiosessies. In juli 1952 begeleidden Strange en West Moon Mullican bij de studio-opnamen voor diens nummers Jambalaya / A Mighty Pretty Waltz, Pipeline Blues en Ooglie Ooglie. Strange was ook te horen bij Stuart Hamblens compositie en oorspronkelijke opname van This Ole House in maart 1954. Bij uitzondering stond hij daarvoor in een New Yorkse geluidsstudio, want normaliter was hij te gast in de studio's van Los Angeles. Hij speelde regelmatig ritmegitaar bij Tennessee Ernie Ford, zoals bij I'm Hog-tied Over You / False Hearted Girl (juli 1952) en The Ballad of Davy Crockett (februari 1955) en vanaf de lente van 1953 bij totaal 21 nummers. Ricky Nelson begeleidde Strange vanaf september 1958 bij ten minste 32 nummers.
Strange geldt als de uitvinder van de voorloper van de fuzzgitaar, waarop hij speelde bij I Just Don't Understand (juli 1961) van Ann-Margret, een van de eerste voorbeelden van de vervormde gitaarsound, die door (I Can't Get No) Satisfaction van The Rolling Stones wereldberoemd werd. Ook bij Zip-A-Dee-Doo-Dah van Bob B. Soxx & the Blue Jeans speelde hij in augustus 1962 op de fuzzgitaar, op verzoek van producent Phil Spector zonder microfoon. Hij is verder te horen op elf verdere nummers op de gelijknamige lp.
Hier kwam voor de eerste keer de groep sessiemuzikanten samen, die de instrumentale kern vormden van de Wall of Sound en vaak als begeleidingsband fungeerden in Bill Putnams United/Western-geluidsstudio's als The Wrecking Crew. De leden waren John Anderson (akoestische gitaar), Glen Campbell (gitaar), Jimmy Bond (contrabas), Wallick Dean (fenderbas), Carol Kaye (danelectro-bas), Al DeLory en Nino Tempo (piano), Steve Douglas (tenorsaxofoon), Jay Migliori (baritonsaxofoon), Hal Blaine (drums) en Frank Capp (percussie). De arrangeur was Jack Nitzsche en de geluidstechnicus Larry Levine.
In 1962 ontmoette Strange Elvis Presley, waarvoor hij voor de eerste keer in augustus 1962 gitaar speelde bij Happy Ending, Take Me to the Fair en Relax voor de lp It Happened At The Worlds Fair. Zijn volgende uitnodiging van Elvis volgde met de sessie voor Viva Las Vegas in juli 1963, samen met Glen Campbell, opgenomen voor de commercieel succesvolste gelijknamige Presley-film, waarvoor de single in april 1964 op de markt kwam. In totaal speelde hij mee bij elf Presley-nummers.
Bij Surfin' USA werkte Strange voor de eerste keer mee bij een opnamesessie van The Beach Boys. Er volgde Sloop John B met een rode 12-snarige Fender Stratocaster in juli 1965 bij Western Recorders met Jay Migliori, Steve Douglas en Jim Horn (fluit), Frank Capp (klokkenspel) en Al DeLory (piano). Brian Wilson verzocht Strange, de reeds opgenomen gitaarpartij over te spelen, hetgeen pas gebeurde in december 1965. Aangezien Strange zonder gitaar aankwam, kocht Wilson hem een elektrische 12-snarige gitaar met versterker, die hij Strange samen met 500 dollar gaf voor de sessie. Bij de lp Pet Sounds is Strange bij zes titels te horen, waarvoor hij tussen juli 1965 en februari 1966 aanwezig was.
Wanda Jackson werd reeds door Strange begeleid bij haar eerste studio-opnamen in maart 1954, waarvan de in mei 1954 gepubliceerde titel You Can't Have My Love doordrong tot de 8e plaats van de countryhitlijst. In september 1957 was hij betrokken bij de opname van Fujiama Mama, die in november 1957 verscheen.
Strange speelde bij The Everly Brothers vanaf No One Can Make My Sunshine Smile (september 1962) en in totaal bij negen Everly-songs en bij de hits van het surfduo Jan & Dean (Surf City, mei 1963). Hij was betrokken bij Ramblin' Rose (juni 1962) van Nat King Cole en C'mon and Swim (juli 1964) van Bobby Freeman, gecomponeerd en geproduceerd door Sly Stone. Toen Doris Day voor de miljoenenseller Move Over Darling (augustus 1963) in de studio was, trad Strange opnieuw samen op met de beroemde sessiemuzikanten Glen Campbell, Tommy Tedesco (gitaar), Jimmy Bond, Al Delory en Steve Douglas. Vanaf augustus 1962 verscheen hij bij drie opnamesessies van The Sons of the Pioneers. Voor Younger Than Springtime van Frank Sinatra dirigeerde hij in september 1967 het orkest.
Zijn grootste succes was in december 1965 met These Boots Are Made for Walkin' van Nancy Sinatra, waarvoor hij ook op de gitaar speelde. Voor Nancy Sinatra arrangeerde hij tussen 1966 en 1967 in totaal 13 nummers, waaronder de opvolgende hit How Does It Grab You Darlin' en haar duet met vader Frank Sinatra met Somethin' Stupid. Strange arrangeerde alle Reprise Records-albums en de soundtrack voor de James Bond-film You Only Live Twice van Nancy Sinatra, die hem een Gibson 335 cadeau gaf.

### Eigen opnamen
In februari 1952 stond Strange in Hollywood niet als begeleiding voor andere artiesten in een geluidsstudio, toen met Diesel Smoke Dangerous Curves zijn eerste eigen single ontstond, die in maart 1952 op de markt kwam. Het werd geen country top 40-hit, net als de daaropvolgende, bij meerdere labels gepubliceerde nummers (tot 1954 Capitol Records, Era Records, Liberty Records en GNP Crescendo Records). Veel opnamen ontstonden met de 12-snarige gitaar.
In november 1963 ontmoette hij bij zijn studio-opnamen de bij veel labels gevraagde sessiemuzikanten Tommy Tedesco en Hal Blaine. Hij verscheen in bijna alle geluidsstudio's van Los Angeles als artiest (Capitol Recording Studio, World Pacific, RCA Victor, United Recorders en Gold Star Studios). In juli 1964 leerde hij in de studio Chuck Berghofer kennen, die later de beroemde contrabas speelde bij These Boots Are Made For Walkin'.
Bij GNP Crescendo Records nam hij in augustus 1963 zijn debuutalbum 12 String Guitar op met instrumentale versies van grote hits. Vanaf 1966 speelde hij zo nu en dan samen met het surfkwintet Billy Strange & Challengers, dat ook was ondergebracht bij dit label. Strange bracht hier tot 1975 talrijke verdere lp's en singles uit, waaronder ook instrumentale versies van filmmuziek uit onder andere de filmserie James Bond.

### Als componist
Zijn eerste grote hit als componist was de miljoenenseller Limbo Rock (september 1962) voor Chubby Checker, die hij samen met Kal Mann (deze onder het pseudoniem Jon Sheldon) schreef  en die een 2e plaats scoorde in de hitlijst. Hij schreef de met een BMI Award onderscheiden song in beschonken toestand binnen vijf minuten.
Vanaf 1968 werkte hij als componist met tekstschrijver Mac Davis samen, met wie hij voor Elvis Presley binnen twee dagen de nummers A Little Less Conversation (maart 1968), Nothingville (juni 1968), Memories (juni 1968), Clean Up Your Own Back Yard (augustus 1968) en Charro (oktober 1968) schreef. Het waren geen grote hits, enkel Memories en Clean Up Your Own Back Yard bereikten elk met een 35e plaats een middelmatige klassering.
Tijdens de jaren 1970 verminderde Strange zijn artistieke activiteiten drastisch. Hij arrangeerde het in juni 1970 gepubliceerde album The Partridge Family Album van The Partridge Family, dat de tophit I Think I Love You bevatte. Hij verscheen in 1971 bij drie nummers van Delaney Bramlett met zijn gitaar, arrangeerde in 1972 de lp Nancy & Lee Again en produceerde in 1977 het album It's Alright voor Frank Sinatra jr. Jerry Lee Lewis liet in mei 1980 het album Killer Country door Strange produceren.

### Als acteur
In de film Nashville Lady, die première had in maart 1980, speelde hij de rol van de steelgitarist Speedy West, die Strange in zijn beginperiode had begeleid in de geluidsstudio.

## Registraties
Bij BMI zijn voor Billy Strange 50 muziektitels auteursrechtelijk geregistreerd, bij ASCAP verdere 58 titels.

## Discografie

### Singles
Capitol Records
- 1952: Diesel Smoke Dangerous Curves / Almanac Song
- 1952: Hell Train / I Love You 24 Hours a Day
- 1952: Crazy Quilt Rag / Kiss, Kiss, Kiss
- 1953: Just Bummin' Around / New Carroll County Blues
- 1953: Red / Half a Photograph
- 1953: I'm Still a Prisoner / Let Me Be the One
- 1954: Catsup and Honey / A Lonesome's Lover's Lie
- 1954: Am I Seeing Things / The Devil in Me
- 1954: I Gotta Be Gittin' Home / You're the Only Good Thing (That's Happened to Me)
- 1955: Let Me In There, Baby / I'll Never Change My Mind About You

Decca Records
- 1955: Gambin' Hall / Shake the Hand of a Stranger

Era Records
- 1956: My Buddy's Girl / Say You're Mine, Porcupine
- 1956: Big Man / It Wasn't Much of a Town

Liberty Records
- 1961: Sadness Done Come / Where Your Arms Used to Be
- 1961: Crawdad Scene / How Come My Dog Don't Growl at You (als Sweetpea Johnson)
- 1961: Long Steel Road / Soft Chains of Love
- 1962: Life of Pretend / I'm Still Trying

Buena Vista
- 1962: I'll Remember April / Mooncussers
- 1963: Johnny Shiloh / Day By Day

GNP Crescendo Records
- 1964: Wildwood Flower / Wabash Cannonball
- 1964: Charade / Where's Baby Gone
- 1964: The James Bond Theme / 007 Theme
- 1964: Goldfinger / (Theme From) The Munsters
- 1965: Man with the Golden Arm / Raunchy
- 1965: Thunderball / Ninth Man Theme
- 1966: Love Theme from the Sandpiper / These Boots Are Made for Walkin'
- 1966: Milord / What If It Should Rain (als Billy Strange & the Challengers)
- 1967: Yours Is a World I Can't Live In / Go Ahead And Cry
- 1967: A Few Dollars More / You Only Live Twice
- 1968: Hang 'Em High / Five Card Stud
- 1968: High Chaparral / Gunsmoke

Tower Records
- 1969: De Sade – Main Title / Nocturne Permission

GNP Crescendo
- 1975: Star Trek / Theme from Jaws

- Bibsys: 9020399
- Biblioteca Nacional de España: XX862771
- Bibliothèque nationale de France: cb13812769j (data)
- Gemeinsame Normdatei: 134532562
- International Standard Name Identifier: 0000 0000 5950 6541
- Library of Congress Control Number: n91104253
- Nationale Bibliotheek van Letland: 000079479
- MusicBrainz: 9bfecfa4-0908-4842-b7bb-617f38532bb7
- Système universitaire de documentation: 160319668
- Virtual International Authority File: 66650262
- WorldCat: E39PBJtRMDKRChkYp6CrBCHpyd